# Уилям Адамс
Уилям Адамс (на английски: William Adams), известен в Япония и като Анджин-сама („анджин“ - лоцман; „сама“ – японска почетна титла, отговаряща на „лорд“ или „превъзходителство“) и Миура аджин (三浦按針: „лоцманът от Миура“), е английски щурман, който се счита за първия британец достигнал Япония.
Скоро след пристигането си в Япония Адамс става ключов съветник на шогуна Токугава Иеясу и му построява първите японски кораби по западен образец. По късно Адамс е ключов играч в установяването на търговски фактории от Холандия и Англия. Участва значително в търговията на Япония с Югоизточна Азия (Шюинсен), наемайки и командвайки като капитан няколко кораба. Умира в Япония на 55-годишна възраст и е признат за един от най-влиятелните чужденци в Япония през този период.
Той е вдъхновението за героя Джон Блакторн в бестселъра на Джеймс Клавел „Шогун“.

## Произход и първи плавания (1564 – 1598)
Роден е на 24 септември 1564 година в Гилингам, графство Кент, Англия. На 12-годишна възраст баща му умира и за него се грижи Николас Дигинс, собственик на корабостроителница. През следващите 12 години изучава корабостроителния занаят, занимава се и с астрономия и навигация.
Желанието му е да стане моряк, затова изоставя корабостроенето и постъпва на служба в Кралския военноморски флот, където служи под командването на Франсис Дрейк. През 1588 година участва като шкипер на кораба „Ричард Дафилд“ в битката с испанската Непобедима армада. На следващата година се жени за Мери Хин и им се ражда дъщеря, която кръщават Деливърънс.
Следващите години Адамс плава на холандски търговски кораби, участва в плавания до Африка, както и в експедиция в Арктика, която се опитва да намери Северния морски път.

## Експедиция към Далечния Изток (1598 – 1600)
През 1598 участва в експедиция към Далечния Изток, включваща флотилия от пет холандски кораба, като Адамс е щурман на кораба „Милосърдие“. Целта на експедицията е да достигне западното крайбрежие на Южна Америка и да продаде стоките, които пренася. В случай, че това не им се отдаде, корабите трябва да продължат до Япония, там да продадат товара си и на връщане към Европа да закупят подправки от Молукските острови.
Експедицията потегля от Ротердам през юни 1598 г. Плаването продължава около деветнадесет месеца и е съпроводено с много трудности. Повечето моряци загиват по пътя, постоянно липсват продоволствия и вода за пиене. Само три от петте кораба пресичат Магелановия проток. Край бреговете на Чили буря разпръсква и тях. Изгубили връзка помежду си, екипажите решават да поемат пътя обратно към Европа. От 109-те души, поели на път с единия от корабите, в средата на лятото на 1600 г. в Холандия се прибират едва 36. Другият кораб е пленен от португалци през януари 1601 г. Единствено „Милосърдие“ продължава плаването си към Япония, като от целия екипаж остават едва 24 моряка, изтощени и измъчени от недостигащите провизии и прясна вода.
През април 1600 г. „Милосърдие“ хвърля котва край североизточния бряг на остров Кюшу. Корабът е посрещнат от местните жители, които отвеждат екипажа на брега и му помагат. Португалските монаси от Ордена на йезуитите, които не искат да губят монопола си в търговията с Япония, твърдят, че холандския кораб е пиратски. По заповед на Токугава Иеясу, даймьо на провинция Микава и бъдещ шогун, целият екипаж е хвърлен в затвора на замъка Осака. След дългото пътуване капитанът на „Милосърдие“ Якоб Квакернак е много изтощен и като свой представител моряците избират Уилям Адамс. Освен това, Адамс владее и португалски език, който по това време е единственият възможен начин за комуникация между японците и европейците. На 12 май 1600 г. Адамс за пръв път се среща с Токугава Иеясу.
През май и юни Токугава на три пъти вика Адамс, за да разговаря с него. В разговорите освен целта на пристигането им, бъдещият шогун се интересува къде точно се намира Англия, както и какви са възможностите за търговия между Япония, Англия и Холандия. Отговорите на английския щурман успокояват Токугава и месец по-късно екипажът е освободен от затвора. Единствената забрана, която им е наложена е да предприемат опити да се завърнат в Европа. От този момент нататък не е известно почти нищо за съдбата на повечето членове от екипажа на „Милосърдие“.

## В Япония (1600 – 1620)
Впоследствие, по молба на Токугава, Уилям Адамс често се връща в двореца му, където разказва на шогуна за географията и историята на Европа, за познанията си по астрономия, а освен това преподава и няколко урока по аритметика и геометрия. По-късно Адамс става и преводач на Токугава.
През 1602 г. отправя молба до шогуна, да му разреши да ремонтира „Милосърдие“ и да се завърне в родината си. Получава твърд отказ. След две години Токугава му нарежда да помага в строежа на нов кораб с типичната западна конструкция. Под ръководството на Адамс в град Ито японските корабостроители построяват 80-тонен кораб по модела на „Милосърдие“. Този кораб е използван за изследване на японското крайбрежие.
През 1608 г. Уилям Адамс пише от името на Токугава писмо до губернаторa на Филипините, в което се изразява надеждата, че могат да бъдат установени търговски отношения с Нова Испания. Размяната на писма полага основите на официалните връзки между Япония и Нова Испания.
В Англия остават съпругата и детето на Уилям Адамс, но Токугава категорично забранява на англичанина да напуска Япония. Той му дава ново име – Анджин-сама. По-късно му подарява голямото имение Миура в Хеми (днешният град Йокосука в префектура Канагава), заедно с 80 – 90 селяни. Подарява му и два меча, с което потвърждава статута му на самурай. Анджин-сама е удостоен и с титлата „хатамото“ (знаменосец). От този момент Токугава Иеясу постановява, че щурманът Уилям Адамс е мъртъв и се ражда самураят Миура Анджин (по японския обичай). По лична заповед на Токугава герб на Миура Анджин става изображението на оръдие. Това превръща съпругата на Уилям Адамс във вдовица. През цялото време остава на служба в най-близкото обкръжение на шогуна. От търговските дела, с които се занимава, Адамс забогатява, а едновременно си изгражда и авторитет сред местните знатни фамилии. Купува си къща в Едо (днес Токио) и се жени за японка, която му ражда две деца – Джоузеф и Сузана.
Уилям Адамс умира на 16 май 1620 година на остров Хирадо, префектура Нагасаки. Преди смъртта си иска имуществото му да бъде поделено между двете му семейства в Англия и в Япония.

## Памет
- В началото на ХХ век на мястото на някогашното имение на Анджин-сама е създаден мемориален парк, в който през 1918 г. е издигната мемориална колона в негова чест.
- Един от кварталите на Токио се нарича Анджин-чо в чест на Миура Анджин.
- Всяка година на 10 август в град Ито се провежда фестивал в негова чест.